# Andoni Aranaga
Andoni Aranaga Azkune (Azpeitia, 1 januari 1979) is een Spaans voormalig wielrenner.

## Belangrijkste overwinningen
2003
- 3e etappe Ronde van Galicië

2005
- 3e etappe Ronde van Valencia
- 2e etappe Ronde van Asturië

## Resultaten in voornaamste wedstrijden
| Jaar | Ronde van Italië | Ronde van Frankrijk | Ronde van Spanje |
| ---- | ---------------- | ------------------- | ---------------- |
| 2004 | opgave           |                     |                  |
| 2006 | opgave           |                     |                  |

| Jaar | Parijs-Roubaix |
| ---- | -------------- |
| 2004 |                |
| 2006 | 87e            |